# مانا (باگاسی)
مانا شهری در شهرستان باگاسی در استان باله در بورکینافاسوی جنوبی است و جمعیت آن ۱۹۲۱ نفر است.